# Mecyna micalis
Mecyna micalis is een vlinder uit de familie van de grasmotten (Crambidae), uit de onderfamilie van de Spilomelinae. De wetenschappelijke naam van deze soort is voor het eerst voorgesteld als Pyrausta micalis door Aristide Caradja in een publicatie uit 1916.
De soort komt voor in Kazachstan.